# Košetický potok (přítok Čeminského potoka)
Košetický potok je menší vodní tok v Plaské pahorkatině, levostranný přítok Čeminského potoka v okrese Plzeň-sever v Plzeňském kraji. Délka toku měří 3 km, plocha povodí činí 5,24 km².

## Průběh toku
Potok pramení v lokalitě Za parkem severovýchodně od Líšťan v nadmořské výšce 487 metrů. Potok teče východním směrem a po celý průběh toku se stáčí směrem k jihu. Potok teče kolem Hunčic, části Líšťan, a zříceniny hradu Frumštejn. V Košeticích, části Líšťan, se Košetický potok zleva vlévá do Čeminského potoka v nadmořské výšce 405 metrů.